# Gato de Schrödinger

O Gato de Schrödinger: Um gato, junto com um frasco contendo veneno, é posto em uma caixa lacrada protegida contra incoerência quântica induzida pelo ambiente. Se um contador Geiger detectar radiação, o frasco é quebrado, liberando o veneno, que mata o gato. A mecânica quântica sugere que, depois de algum tempo, o gato estará simultaneamente vivo e morto. Mas, quando se olha para dentro da caixa, apenas se vê o gato ou vivo ou morto, não uma mistura de vivo e morto.

O Gato de Schrödinger é uma experiência mental, frequentemente descrita como um paradoxo, desenvolvida pelo físico austríaco Erwin Schrödinger, em 1935. A experiência procura ilustrar a interpretação de Copenhague da mecânica quântica, imaginando-a aplicada a objetos do dia a dia. No exemplo, há um gato encerrado em uma caixa, de forma a não estar apenas vivo ou apenas morto, mas, sim em uma sobreposição desses dois estados.
Por sua vida supostamente atrelar-se a um evento aleatório — usualmente o decaimento radioativo — Schrödinger interpreta que um gato "vivomorto" surgiria como reflexo de um estado físico atípico ao senso comum, mas presente em sistemas quânticos: um estado de superposição ou emaranhamento quânticos. Em termos técnicos, o estado "vivomorto" (claramente distinto do estado vivo, distinto do estado morto), compõe-se pela soma desses dois estados e constitui de fato, a situação do gato no experimento, ao menos enquanto o sistema permanecer fechado, sem ser observado. Porém, um cuidado é necessário na interpretação da superposição de estados: não significa que ambos são válidos ao mesmo tempo.
O experimento também traz à tona questionamentos quanto à natureza do "observador", e da "observação" na mecânica quântica; se você,  pelo fato de abrir a caixa e deparar-se com o gato ou vivo ou morto (colapso da função de onda), é ou não o responsável pela vida ou pela morte do gato; à parte o próprio gato como observador, por simplicidade.
Foi no transcurso desse experimento que Schrödinger criou o termo Verschränkung (em português, entrelaçamento).

## Origem e motivação
O experimento mental de Schrödinger foi proposto como discussão do artigo EPR, nomeado devido aos seus autores: Albert Einstein, Podolsky, Rosen em 1935. O paradoxo EPR abordou a estranha natureza das superposições quânticas. Amplamente exposta, a superposição quântica é a combinação de todos os possíveis estados do sistema (por exemplo, as possíveis posições de uma partícula subatômica). A interpretação de Copenhague implica que a superposição apenas sofre colapso em um estado definido no exato momento da medição quântica.
Schrödinger e Einstein trocaram cartas sobre o artigo EPR de Einstein, durante o qual Einstein indicou que a superposição quântica de um barril instável de pólvora irá, após um tempo, conter ambos componentes explodidos e não-explodidos.
Para melhor ilustrar o suposto paradigma incompleto da mecânica quântica, Schrödinger aplicou a teoria da mecânica quântica em uma entidade viva que podia ou não estar consciente. No experimento mental original de Schrödinger, ele descreveu como, em princípio, seria possível transformar a superposição dentro de um átomo para uma superposição em grande escala de um gato morto e vivo por relacionar gato e átomo com a ajuda de um "mecanismo diabólico". Ele propôs um cenário com um gato em uma caixa lacrada, onde a vida ou morte do gato é dependente do estado de uma partícula subatômica. De acordo com Schrödinger, a interpretação de Copenhague implica que o gato permanece vivo e morto até que a caixa seja aberta.
Schrödinger não desejava promover a ideia de gatos vivos-e-mortos como uma séria possibilidade; o experimento mental serve para ilustrar a complexidade extrema da mecânica quântica e da matemática necessária para descrever os estados quânticos. Entendida como uma crítica da interpretação de Copenhague – a teoria prevalecente em 1935 – o experimento mental do gato de Schrödinger permanece um tópico padrão para todas as interpretações da mecânica quântica; a maneira como cada interpretação lida com o gato de Schrödinger é frequentemente usada como meio de ilustrar e comparar características particulares de cada interpretação, seus pontos fortes e fracos.

## Descrição do experimento

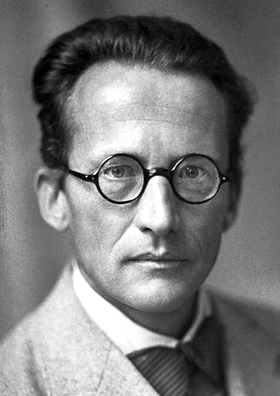
Erwin Schrödinger em 1933

O experimento mental do Gato de Schrödinger consiste em um gato preso dentro de uma caixa sem transparências, junto a um frasco de veneno e um contador Geiger ligados por relés, e um martelo. O contador Geiger será acionado ou não. Se for, transmitirá movimento através dos relés; o martelo baterá no frasco de veneno quebrando-o e o gato morrerá. Mas se o contador não acionar, o martelo não quebrará o frasco e o gato permanecerá vivo. Esse experimento mental foi proposto por Erwin Schrödinger, em 1935, para demonstrar os estados de superposição quântica: só saberemos se o gato está vivo ou morto se abrirmos a caixa, mas se isso for feito, alteraremos a possibilidade do gato estar vivo ou morto. O princípio desta está intrinsecamente ligado ao Princípio da Incerteza de Heisenberg. O estado de superposição quântica acontece quando for desconhecido o estado de um corpo. Se não pudermos identificá-lo, diremos que este corpo está em todos os estados. Não poderíamos inferir, por exemplo, que o gato não está em estado nenhum, já que foi colocado dentro da caixa e sabemos que ele está lá.
Schrödinger escreveu:

Qualquer um pode mesmo montar casos bem ridículos. Um gato é trancado dentro de uma câmara de aço, juntamente com o dispositivo seguinte (que devemos preservar da interferência directa do gato): num tubo contador Geiger há uma pequena porção de substância radioativa, tão pequena que talvez, no decurso de uma hora, um dos seus átomos decaia, mas também, com igual probabilidade, talvez nenhum se decaia; se isso acontecer, o tubo contador liberta uma descarga e através de um relé solta um martelo que estilhaça um pequeno frasco com ácido cianídrico. Se deixarmos todo este sistema isolado durante uma hora, então diremos que o gato ainda vive, se nenhum átomo decaiu durante esse tempo. A função-Ψ do sistema como um todo iria expressar isto contendo em si mesma o gato vivo e o gato morto simultaneamente ou dispostos em partes iguais.

É típico destes casos que uma indeterminação originalmente confinada ao domínio atómico venha a transformar-se numa indeterminação macroscópica, a qual pode então ser resolvida pela observação direta. Isso previne-nos de tão ingenuamente aceitarmos como válido um "modelo impreciso" para representar a realidade. Em si mesma esta pode não incorporar nada de obscuro ou contraditório. Há uma diferença entre uma fotografia tremida ou desfocada e um instantâneo de nuvens e bancos de nevoeiro.
O texto acima é a tradução de dois parágrafos do artigo original bem mais extenso, o qual aparece na revista alemã Naturwissenschaften ("Ciências Naturais") em 1935.
A famosa experiência mental de Schrödinger coloca a questão: quando o sistema quântico para de ser uma mistura de estados e se torna ou um ou o outro?
(Mas tecnicamente, quando o atual estado quântico para de ser uma combinação linear de estados, cada um dos quais se parece com estados clássicos diferentes, e em vez disso começar a ter apenas uma clássica descrição?)
Se o gato sobreviver, isso lembra que ele está apenas vivo. Mas as explicações das experiências EPR que são consistentes com a mecânica quântica microscópica padrão requerem que objetos macroscópicos, como gatos e cadernos, não podem ter sempre apenas uma descrição clássica. O propósito da experiência mental é para ilustrar esse aparente paradoxo: nossa intuição diz que nenhum observador pode estar em uma mistura de estados, mesmo que eles sejam gatos, por exemplo, eles não podem estar em tal mistura. É necessário que os gatos sejam observadores, ou sua existência em um estado clássico simples e bem definido exige outro observador externo? Cada alternativa pareceu absurda para Albert Einstein, que estava impressionado pela habilidade do experimento mental para esclarecer esses problemas; em uma carta a Schrödinger datada de 1950 ele escreveu:
Você é o único físico contemporâneo, além de Laue, que vê o que ninguém consegue sobre a assunção da realidade – se pelo menos alguém estiver sendo honesto. A maioria deles simplesmente não vê o tipo de jogo arriscado que eles estão jogando com a realidade – a realidade é algo independente do que já fora experimentalmente visto. A interpretação deles é, entretanto, refutada mais elegantemente pelo seu sistema de átomo radioativo + amplificador + carga de pólvora + gato em uma caixa, no qual a função-psi do sistema contém ambos gato vivo e explodido em pedaços. Ninguém realmente duvida que a presença ou ausência do gato é algo independente do ato de observação.
Note que nenhuma carga de pólvora é mencionada no esquema de Schrödinger, que usa um contador Geiger como amplificador e cianeto no lugar de pólvora; a pólvora foi apenas mencionada na sugestão original de Einstein para Schrödinger 15 anos antes.

## Interpretação de Copenhague
Na interpretação de Copenhague na mecânica quântica, um sistema para a superposição de estados se torna um ou outro quando uma observação acontece. Essa experiência torna aparente o fato de que a natureza da medição, ou observação, não é bem definida nessa interpretação. Alguns interpretam a experiência, enquanto a caixa estiver fechada, como um sistema onde simultaneamente existe uma superposição de estados "núcleo decaído/gato morto" e "núcleo não-decaído/gato vivo", e apenas quando a caixa é aberta e uma observação é feita é que, então, a função de onda colapsa em um dos dois estados. Mais intuitivamente, alguns pensam que a "observação" é feita quando a partícula do núcleo atinge o detector. Essa linha de pensamento pode ser desenvolvida pelas  teoria de colapso objetiva. Por outro lado, a interpretação de muitos mundos nega que esse colapso sequer ocorra.
Steven Weinberg disse:
Toda essa história familiar é verdade, mas ela deixa uma ironia. A versão de Bohr da mecânica quântica estava profundamente cheia de falhas, mas não pela razão que Einstein pensa. A interpretação de Copenhague descreve o que acontece quando um observador realize uma medição, mas o observador e o ato de medição são ambos tratados classicamente. Isso é totalmente errado: Físicos e seus aparatos devem ser comandados pelas mesmas regras da mecânica quântica que comandam todo o universo. Mas essas regras são expressas em termos de uma função de onda (ou, mais precisamente, um vetor de estado) que evolui de um jeito perfeitamente determinístico. Então de onde as regras probabilísticas da interpretação de Copenhague vêm?
 Um progresso considerável tem sido feito nos últimos anos em direção a resolução do problema, o qual eu não irei entrar em detalhes aqui. É suficiente que se diga que nem Bohr nem Einstein se concentraram no problema verdadeiro da mecânica quântica. As regras de Copenhague claramente funcionam, mas elas tem que ser aceitas. Mas isso deixa  a tarefa de explicá-las aplicando a equação determinística para a evolução da função de onda, a Equação de Schrödinger, tanto para o observador quanto para os aparatos.

## A interpretação de muitos mundos de Everett & Histórias consistentes
Na interpretação de muitos mundos da mecânica quântica, a qual não isola a observação como um processo especial, ambos estados vivo e morto do gato persistem, mas são incoerentes entre si. Nos outros mundos, quando a caixa é aberta, a parte do universo contendo o observador e o gato são separados  em dois universos distintos, um contendo um observador olhando para um gato morto, outro contendo um observador vendo a caixa com o gato vivo.
Como os estados vivo e morto do gato são incoerentes, não têm comunicação efetiva ou interação entre eles. Quando um observador abre a caixa, ele se entrelaça com o gato, então, as opiniões dos observadores do gato sobre ele estar vivo ou morto são formadas e cada um deles não tem interação com o outro. O mesmo mecanismo de incoerência quântica é também importante para a interpretação em termos das Histórias consistentes. Apenas "gato morto" ou "gato vivo" pode ser parte de uma história consistente nessa interpretação.
Roger Penrose criticou isso:

Eu desejo tornar isso claro, que o que está sendo debatido está longe de resolver o paradoxo do gato. Até agora não há nada no formalismo da mecânica quântica que necessita que um estado de consciência não possa envolver a percepção simultânea de um gato morto-vivo.
Embora a visão mais aceita (sem necessariamente endossar os Vários-Mundos) é que a incoerência é o mecanismo que proíbe tal percepção simultânea.
Uma variante da experiência do Gato de Schrödinger conhecida como máquina de suicídio quântico foi proposta pelo cosmologista Max Tegmark. Ele examinou a experiência do Gato de Schrödinger da perspectiva do gato, e argumentou que essa teoria pode ser distinta entre a interpretação de Copenhague e a de muitos mundos.

## Interpretação conjunta
A interpretação conjunta afirma que superposições não são nada mais do que subconjuntos de um grande conjunto estatístico. Sendo esse o caso, o vetor estado não se aplicaria individualmente ao experimento do gato, mas apenas às estatísticas de muitos experimentos semelhantes. Os proponentes dessa interpretação afirmam que isso faz o paradoxo do Gato de Schrödinger um problema trivial não resolvido.
Indo por esta interpretação, ela descarta a ideia que um simples sistema físico tem uma descrição matemática que corresponde a isso de qualquer jeito.

## Teorias de colapso objetivas
De acordo com as teorias de colapso objetivo, superposições são destruídas espontaneamente (independente de observação externa) quando algum princípio físico objetivo (de tempo, massa, temperatura, irreversibilidade etc) é alcançado. Assim, espera-se que o gato tenha sido estabelecido em um estado definido muito tempo antes da caixa ser aberta. Isso poderia vagamente ser dito como "o gato se observa", ou "o ambiente observa o gato".
Teorias do colapso objetivo requerem uma modificação da mecânica quântica padrão, para permitir superposições de serem destruídas pelo processo de evolução no tempo.
Em teoria, como cada estado é determinado pelo estado imediatamente anterior, e este pelo anterior, ad infinitum, a pré-determinação para cada estado teria sido determinada instantaneamente pelo "princípio" inicial do Big Bang. Assim o estado do gato vivo ou morto não é determinada pelo observador, ele já foi pré-determinado pelos momentos iniciais do universo e pelos estados subsequentes que sucessivamente levaram ao estado referenciado no experimento mental.

## Aplicações práticas
O experimento é puramente teórico, e o esquema proposto jamais poderá ser construído. Efeitos análogos, entretanto, tem algum uso prático em computação quântica e criptografia quântica. É possível enviar luz em uma superposição de estados através de um cabo de fibra óptica. Colocando um grampo no meio do cabo que intercepta e retransmite, a transmissão irá quebrar a função de onda (na interpretação de Copenhague, "realizar uma observação") e irá provocar que a luz caia em um estado ou em outro. Por testes estatísticos realizados na luz recebida na outra ponta do cabo, o observador pode saber se ele permanece na superposição de estados ou se ele já foi observado e retransmitido. Em princípio, isso permite o desenvolvimento dos sistemas de comunicação que não possam ser grampeados sem que o grampo seja notado na outra ponta. O experimento pode ser citado para ilustrar que a "observação" na interpretação de Copenhague não tem nada a ver com percepção (a não ser em uma versão do Panpsiquismo onde é verdade), e que um grampo perfeitamente imperceptível irá provocar que as estatísticas no fim do cabo sejam diferentes.
Em computação quântica, a frase "cat state" (Estado do gato) frequentemente refere-se ao emaranhamento dos qubits onde os qubits estão em uma superposição simultânea de todos sendo 0 e todos sendo 1, ou seja, {\displaystyle |00...0\rangle } + {\displaystyle |11...1\rangle }.

## Extensões
Embora a discussão desse experimento mental fale sobre dois possíveis estados (gato vivo e gato morto), na realidade teria um número enorme de estados possíveis, pois a temperatura e grau e estado de decomposição do gato iria depender de exatamente quando e como mecanismo foi acionado, ou se o mecanismo foi acionado, ou ainda qual o estado do gato imediatamente antes da morte.
Em outra extensão, físicos foram tão longe como sugerir que astrônomos observando matéria escura no universo durante 1998 poderiam ter "reduzido sua expectativa de vida" através de um cenário de pseudo-Gato de Schrödinger, embora esse seja um ponto de vista controverso.
Outra variação do experimento é do Amigo de Wigner, no qual tem dois observadores externos, o primeiro que abre e inspeciona a caixa e quem então comunica suas observações a um segundo observador. O problema aqui é, a função de onda entra em colapso quando o primeiro observador abre a caixa, ou apenas quando o segundo observador é informado das observações do primeiro observador?